# Deportivo La Massana
Deportivo La Massana war ein andorranischer Fußballverein. Beheimatet war er in La Massana.
Der Verein wurde 1992 unter dem Namen Deportivo La Massana gegründet. In der Saison 1995/96 spielte er erstmals in der Primera Divisió und belegte in der Abschlusstabelle den fünften Rang. In der Saison 1997/98 trat man unter dem Namen Magatzems Lima an. In der Saison 1998/99 kam der Abstieg. Nach dem sofortigen Wiederaufstieg spielte Deportivo in der Saison 2000/01 ein weiteres Jahr in der Primera Divisió. 2005 wurde der Verein aufgelöst.